# Guatemalas riksvapen
Fågeln i Guatemalas riksvapen, en praktquetzal (Paramocrus mocinno), är Guatemalas nationalfågel, och en symbol för friheten. Självständighetsdagen (15 september 1821) anges på pergamentrullen. Gevären och svärden uttrycker landets vilja att försvara sin frihet, om nödvändigt med vapen.